# Gibs
Le terme Gibs (raccourci pour giblets, qui signifie abattis) est un terme humoristique faisant référence aux parties du corps, aux morceaux et aux abats qui sont produits quand des personnages non-joueurs ou personnages joueurs sont blessés ou tués dans les jeux vidéo. Adrian Carmack est considéré comme l'inventeur du terme « gibs ».  Les « gibs » apparaissent quand un adversaire est frappé avec une telle puissance (généralement avec des explosifs) qu'il éclate.

## Utilisation dans les jeux

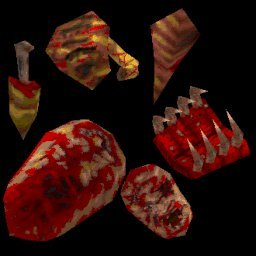
Gibs du jeu OpenQuartz

Les « gibs » sont généralement très présents dans les Shoot them up dans lesquels le gameplay consiste en général à tuer un grand nombre d'ennemis. L'un des premiers jeux utilisant des « gibs » est Smash TV (1990)[réf. nécessaire], mais il s'agit aussi d'un des éléments du pionnier des jeux de tir à la première personne Doom (1993) et il s'agit d'un élément récurrent des jeux vidéo depuis.
L'utilisation des « gibs » est réservée aux occasions ou un personnage de jeu vidéo est tué avec une telle puissance que leur corps est réduit à un amas de chair et de sang. Dans certains jeux, les « gibs » produits disparaissent au bout d'un moment pour améliorer les performances du jeu en réduisant le nombre d'objets que le moteur de jeu doit afficher à l'écran.
Le terme « gibs », comme celui de « frag », est généralement utilisé dans les parties dites de match à mort en multijoueur, où des joueurs se tuent en priorité entre eux plutôt que de tuer des personnages non-joueurs. Le mod ou la fonctionnalité gameplay Instagib, apparu pour la première fois dans le jeu Quake et régulièrement repris depuis, présente une partie où le fait de toucher une fois un adversaire le réduit instantanément à l'état de « gibs ».
L'utilisation de « gibs » simples dans les jeux vidéo a connu une perte de vitesse depuis que la physique Ragdoll s'est développée, celle-ci étant plus à même de montrer les effets d'attaques très puissantes.  Parmi les jeux modernes qui utilisent encore les « gibs, » beaucoup utilisent des systèmes dynamiques pouvant séparer les corps en « gibs » contrôlables.  Certains jeux incluent même des membres joints en tant que « gibs » pour ajouter à l'effet dynamique des « gibs ».

## Jeux notables
- Smash TV (1990) est un des premiers jeux à utiliser les « gibs ». Quand des ennemis équipés d'explosifs sont tués par le joueur, ils seront réduits à l'état de « gibs ». Pareillement, quand un power-up « Rapid Fire » est utilisé, tous les ennemis sont instantanément réduits à l'état de « gibs » quand ils sont tués.
- Bio Menace (1993). Dans ce jeu, tous les monstres tués se transforment en « gibs ». Apogee a également utilisé les « gibs » dans d'autres jeux en vue défilante comme Monster Bash.
- Doom (1993) est l'un des premiers jeux à avoir utilisé des « gibs » dans un environnement en 3D. Les ennemis de Doom ont des sprites animés qui tombent généralement au sol, en saignant abondamment mais sinon plus ou moins intacts.  Cependant, des attaques causant bien plus de dégâts qu'il n'en faudrait normalement pour les tuer (souvent des explosions) les réduisent en une pile de chair sanguinolente, le tout accompagné d'un effet sonore macabre.
- Hexen (1995), un jeu basé sur le moteur de Doom, a des « gibs » animés quand la plupart des monstres prennent des dégâts violents. Ils apparaissent quand les points de vie d'un joueur ou d'un monstre tombent à -50 %.
- Certaines fatalities des jeux de la série Mortal Kombat, réputés pour leur violence, produisent des « gibs ».  En particulier, les fatalities de Mortal Kombat 3 produisent souvent des cages thoraciques, des crânes ou des fémurs sortant d'une victime.
- Rise of the Triad (1994, 1995) est le premier jeu en 3D à avoir produit des « gibs » volant dans les airs, avec un cadre dans le coin supérieur gauche de l'écran qui déclare « Ludicrous gibs! » (Gibs affreux !) quand un ennemi est violemment réduit à cet état.
- Quake (1996) est le premier jeu de tir à la première personne dans lequel des « gibs » polygonaux s'éparpillent littéralement dans toutes les directions quand un ennemi est frappé trop violemment.
- Cruis'n World (1996) - Une collision avec les animaux présents dans certains niveaux, comme ceux inspirés de l'Australie ou de la Chine provoque l'arrachage de certains morceaux qui volent devant le véhicule du joueur. Cet aspect a été supprimé de la version Nintendo 64.
- Blood (1997) permet aux joueurs de taper dans les têtes arrachées de zombis comme dans des ballons de football. Les corps des ennemis ou des passants innocents peuvent également être réduits à l'état de « gibs » pour en arracher des power-ups appelés « Life Essence, » (essence vitale) qui ressemblent eux-mêmes à un cœur humain arraché.
- Quake II (1997) permet de produire des « gibs » à partir des corps des ennemis et des alliés.  Cela introduit des avantages tactiques dans certains niveaux, étant donné qu'un ennemi, le Strogg Medic, peut ressusciter ses alliés à partir de leur corps. Le réduire à l'état de « gibs » avant l'arrivée du Strogg Medic constitue le meilleur moyen d'empêcher leur résurrection. Un mod pour Quake II permet également le gameplay Instagib.
- Blood II: The Chosen (1998) développe la violence de Blood en augmentant la possibilité de « gibs » et permet de jouer au football avec les têtes de tous les adversaires morts. Une fonctionnalité non développée aurait également permis au joueur de démembre complètement les adversaires, celle-ci a été complétée dans des mods produits par des tiers. Une extension du jeu ajoute un mode de jeu « Zombie Head Soccer » (Football avec une tête de zombi) en multijoueur.
- Baldur's Gate (1998) est l'un des seuls jeux vidéo de rôle en vue isométrique à utiliser des « gibs ». Quand un personnage ou un ennemi est touché par un coup violent, ce dernier explose en « gibs ».
- La série Unreal présente un mod Instagib dans lequel un fusil modifié permet à tous les joueurs de transformer tous leurs adversaires en « gibs » en un coup.
- Soldier of Fortune (2000) est le premier jeu dans lequel des ennemis peuvent être démembrés ou décapités par un tir dans un membre ou dans la tête à courte portée avec un fusil de chasse ou en les frappant plusieurs fois avec une autre arme, comme le couteau de combat.
- State of Emergency (2002) permet au joueur de ramasser les membres arrachés d'un ennemi et de les utiliser comme arme.
- The House of the Dead III (2002) Même après leur mort, les ennemis peuvent être réduits à l'état de « gibs » quand on leur tire dessus avec un fusil de chasse.
- Dans le remake de Resident Evil (2003) tous les ennemis peuvent être réduits à l'état de « gibs » avec toutes les armes sauf le lance-grenade et le couteau. Arracher la tête ou les jambes d'un zombi permet d'empêcher sa résurrection sous la forme du monstre appelé « Crimson Head, » plus puissant. De plus, certains ennemis peuvent être dissous dans une mare d'acide, le processus étant montré en détail.
- Resident Evil 4 (2004) Les personnages de Leon et Ada peuvent fréquemment être décapités avec des détails gores ; il est également possible de décapiter ses adversaires ; de plus, tous les adversaires communs fondent en une mare d'acide quand ils meurent. La version japonaise a subi une lourde censure.
- Doom 3 (2004) Des tirs de fusil de chasse à courte portée ou l'utilisation d'explosifs font littéralement éclater les adversaires, envoyant voler des membres et d'autres morceaux de chair.
- FEAR et FEAR 2: Project Origin (2005, 2009) utilisent fréquemment des « gibs » en fonction de la puissance des armes.
- The Punisher (2005). Dans ce jeu, il est facile de réduire à l'état de « gibs » des adversaires humains avec des effets sanglants. Le jeu présente également des scènes d'interrogatoire très violentes.
- Metroid Prime Hunters (2006). À leur mort, les personnages explosent avec des effets sanguinolents exagérés tandis que leur « âme » monte au ciel.
- Resistance: Fall of Man (2006). Les ennemis de grande taille, et les petits ennemis arrivant sous forme de nuées explosent en « gibs » à leur mort.
- Dans Gears of War, Gears of War 2 et Gears of War 3 (2006, 2008, 2011) les « gibs » sont souvent utilisés. Ils résultent souvent d'un tir de fusil de chasse à courte portée, de l'utilisation de grenades, de mortiers et autres. En fait, il est plus rare de voir un joueur mourir sans produire de « gibs » que l'inverse.
- TimeShift (2007). Le joueur peut y utiliser une arbalète dotée de carreaux explosifs, produisant des « gibs » à l'impact.
- Team Fortress 2 (2007). Le joueur est réduit à l'état de « gibs » quand il est atteint par une arme explosive
- True Crime: New York City (2005). Si un personnage non joueur est tué à l'aide d'explosifs ou qu'il est renversé par une voiture, le joueur peut ramasser les bras et les jambes arrachés et s'en servir comme armes. Si le personnage meurt dans une explosion, ses bras et ses jambes peuvent aussi devenir des « gibs ».
- Scarface: The World Is Yours (2007). Les personnes non joueurs peuvent se faire arracher les membres et la tête avec une tronçonneuse. Le jeu est également notable pour ses effets sanglants très présents.
- Call of Duty: World at War (2008). Le défi « Gib Factory » récompense le joueur avec des points d'expérience en multijoueur quand il démembre ses adversaires avec des armes lourdes lors des parties en multijoueur. Le côté gore de ce jeu a été présenté comme dérangeant par certains. Les joueurs peuvent décapiter leurs ennemis, tirer dans les bras et les jambes ou même exploser leur torse, exposant la cage thoracique et les os du bassin.
- Resistance 2 (2008) présente les mêmes effets gores que ceux de Resistance: Fall of Man, avec plus de détails.
- Fallout 3, Fallout: New Vegas (2008, 2010). Des tirs dans des parties spécifiques du corps, comme la tête, le torse ou les membres, peuvent provoquer le démembrement des parties en question, tous comme des attaques avec des armes pourvues de lames. Dans certains cas, le tir peut faire exploser en morceaux cette partie du corps. Le mode Bloody Mess augmente les chances que cela se produise, et entraine parfois l'explosion du corps entier d'un adversaire en « gibs ».
- The House of the Dead: Overkill (2008). En utilisant des armes puissantes, le fusil de chasse en particulier, il est possible de réduire les mutants à l'état de mares sanguinolentes ou de faire voler les bras et les jambes.
- Dead Space (2008). Le démembrement dans ce jeu représente une tactique vitale, encouragée dans le jeu. Ce pour plusieurs raisons :
  - Le démembrement réduit la mobilité des ennemis, permettant aux joueurs de gagner du temps.
  - Tout corps intact peut parfois se relever et recommencer à attaquer le joueur.
  - Certains monstres ne peuvent pas être tués et doivent être démembrés pour être arrêtés.
  - Il est possible d'utiliser des morceaux aiguisés des corps des adversaires pour empaler ses ennemis.
- Manhunt et Manhunt 2 (2003, 2008). Certaines exécutions permettent de faire exploser des têtes.
- Resident Evil 5 (2009). Il est extrêmement censuré par rapport aux volets précédents ; quand un joueur est décapité l'écran se déplace pour ne pas le montrer. Cependant, certain ennemis peuvent toujours être décapités. Certains ennemis peuvent se faire arracher leur partie supérieure, d'autres explosent selon une règle aléatoire.
- Wolfenstein (2009) présente des « gibs » classiques pour le moteur Unreal 3, comme les décapitations, l'arrachage de membres et intègre un canon à particule pouvant réduire l'adversaire en morceaux.
- Left 4 Dead 2 (2009). Des « gibs » sont souvent produits, les armes faisant des trous et démembrant les infectés (les « zombis » du jeu), en laissant des restes détaillés. Une version censurée a par conséquent été produites en Australie ou en Allemagne pour enlever ces effets. Un mode de jeu spécial appelé « Mutations » présente une Mutation appelée « Gib Fest, » où les quatre joueurs sont équipés de M60 avec des munitions infinies. Cette arme est prévue dans le jeu pour produire des « gibs » en un seul tir des corps des infectés.
- Call of Duty: Black Ops (2010). Les « gibs » apparaissent quand des ennemis sont touchés avec des fusils de chasse, certains fusils de sniper, des explosives et des mitrailleuses légères. Les jambes et les bras peuvent être complètement arrachés, laissant des moignons sanglants d'où dépasse un os.
- Duke Nukem Forever (2011). Les ennemis produisent des « gibs » divers selon l'arme utilisée.
- Resistance 3 (2011) suit la logique des volets précédents, avec plus de détails et un compteur de « gibs ».

## Controverse
L'utilisation des « gibs » dans les jeux vidéo, en particulier dans les jeux de tir à la première personne, a eu des conséquences légales, notamment au sujet de la protection des enfants et a entrainé la création d'un système de classement selon l'âge des joueurs, selon les systèmes d'évaluation des jeux vidéo.  Dans tous les jeux contenant des « gibs, » le classement ESRB est « M » (« Mature, » ce qui signifie que le contenu est orienté vers les adultes) et ils ne sont recommandés que pour des publics de 17 ans et plus. En Grande-Bretagne, certains jeux avec des « gibs » sont recommandés pour des publics de 15 ans et plus, mais les plus réalistes sont recommandés pour des publics de 17 ans et plus.